# 楽典
楽典（がくてん、英: musical grammar）は、音楽に関する活動（演奏など）のために必要な最低限の知識のこと。「音楽の文法」や「楽譜の文法」などと言われることもある。少なくとも1883年（明治16年）には、音楽取調掛にて、ジョン・ウォール・カルコット（en:John Wall Callcott）の『Musical Grammar』が『楽典』として翻訳・出版されており、それ以降、後述の内容をまとめた書籍の名称や、音楽大学などでの音楽専門科目の名前としても使われている。
伝統的な西洋音楽（クラシック音楽）や、その流れをくみ否定ないし更新された現代音楽に使われることが多い。

## 内容
楽典の内容は大きく分けて、以下の二つから構成される。
- 「記譜法」（楽譜の読み書きするためのルールとなる。）
- 記譜法を説明・理解するために必要な、下記の基礎概念と用語の説明。
音程、音階、演奏記号（楽語も含む）、旋法、和音、律動、楽式、和声、対位法、楽器法、音名、拍子